# Bouvardia
Bouvardia is een geslacht van groenblijvende, tropische planten. Het geslacht omvat circa dertig soorten en stamt uit Midden-Amerika, vooral uit Mexico.
Deze planten zijn meestal struiken en zelden kruidachtige planten. Ze zijn groenblijvend. Het blad staat in kransen van drie of vier rond de stengel of is tegenoverstaand en ei- of lancetvormig van vorm. De planten hebben eindstandige bloemen, die vaak geuren. De kleur is wit, roze, rood of twee van deze kleuren gecombineerd.
De naam verwijst naar Charles Bouvard, lijfarts van Lodewijk XIII en hoofd van de Jardin du Roi te Parijs.
Sommige Bouvardia-soorten worden gebruikt als kamerplanten, waaronder Bouvardia longiflora en Bouvardia ternifolia. Er zijn ook een aantal cultivars en hybriden gekweekt, die vooral als snijbloemplanten gebruikt worden.